# ينس أدلر
ينس أدلر (بالإنجليزية: Jens Adler)‏ (و. 1965 – م) هو لاعب كرة قدم، ومدرب كرة قدم، من ألمانيا الشرقية، ولد في هاله.

## روابط خارجية
- ينس أدلر على موقع قاعدة بيانات كرة القدم.إي يو (الإنجليزية)
- ينس أدلر على موقع بيانات كرة القدم. دي إي (الألمانية)
- ينس أدلر على موقع ناشيونال فوتبول تيمز (الإنجليزية)
- ينس أدلر على موقع عالم كرة القدم.نت (الإنجليزية)